# Manuel Gregorio Tavárez
Manuel Gregorio Tavárez Ropero (16 de noviembre de 1843 - 1 de julio de 1883) fue un compositor de danza puertorriqueño. Tuvo una gran repercusión e influencia en las futuras generaciones de compositores de este género.

## Biografía
Tavárez nació en San Juan, Puerto Rico , hijo de un padre francés y una madre puertorriqueña. San Juan fue la ciudad donde comenzó sus estudios musicales. Entre sus primeros profesores figuran José Cabrizas y Delgado Domingo. Tavárez se convirtió en un consumado pianista a una edad temprana. Fue capaz de registrar y estudiar música en el Conservatorio de Música de París a la edad de 15 años con una beca otorgada por La Sociedad Económica de Amigos de Puerto Rico (The Economic Society of Friends of Puerto Rico). Tavárez estudió bajo la guía de Auber y D'Albert. Durante su estancia en Francia Tavárez sufrió un derrame cerebral que dejó su mano parcialmente paralizada
Tavárez regresó a Puerto Rico en 1859 debido a sus problemas de salud. Se instaló en Ponce donde dio clases de piano. Fue capaz de superar sus problemas de salud y comenzó a ofrecer conciertos musicales en los que representaba sus composiciones.
Tavárez es considerado como El Padre de la Danza Puertorriqueña. Uno de sus discípulos más reconocidos lo fue Juan Morel Campos, nacido en Ponce. Tavárez se impuso la tarea de elevar la danza a un plano artístico. Le dio el toque delicado y romántico que ha hecho posible el que la danza haya llegado, aunque de forma algo limitada hasta el momento, a la sala de conciertos. Su más famosa composición, la danza Margarita, compuesta en 1870, es un digno ejemplo del tratamiento fino y pulido que este compositor impartió a este género.

## Danzas de Tavárez
Algunas obras de Tavárez:
- La Sensitiva
- Margarita
- Recuerdos de Antaño
- Redención
- Souvenir de Puerto Rico
- Un Recuerdito

## Reconocimiento
Tavárez fue reconocido por el Gobierno de Puerto Rico, bautizando con su nombre numerosos edificios públicos e instituciones. En San Juan, un teatro lleva su nombre. Su música aún puede apreciarse en los conciertos de hoy en día.